# Иркутское генерал-губернаторство
Ирку́тское генера́л-губерна́торство — крупная военно-административная единица в составе Российской империи. Центр (резиденция генерал-губернатора) — город Иркутск. Существовало со 2 июня 1887 по март 1917.
Глава Иркутского генерал-губернаторства — генерал-губернатор, назначался императором.

## История
16 июня 1884 года из Восточно-Сибирского генерал-губернаторства было выделено Приамурское генерал-губернаторство, включившее в себя Забайкальскую, Амурскую и Приморскую области.
2 июня 1887 года Восточно-Сибирское генерал-губернаторство было переименовано в Иркутское. На тот момент Иркутское генерал-губернаторство включало в себя две губернии: Иркутскую и Енисейскую; и одну область: Якутскую. Главное управление Восточной Сибири было преобразовано в генерал-губернаторскую канцелярию.
В 1905 году, в царском рескрипте на имя иркутского генерал-губернатора, указывалось приступить к разработке вопроса о введении земских учреждений в Иркутском генерал-губернаторстве. Данный рескрипт так и не был претворён в жизнь.
17 марта 1906 года в состав Иркутского генерал-губернаторства вошла Забайкальская область.
В марте 1917 года Иркутское генерал-губернаторство было упразднено.

## Органы власти
2 июня 1887 года учреждена канцелярия генерал-губернатора. Высочайше утверждённым 12 июня 1899 года Положением Военного Совета Иркутскому генерал-губернатору присвоено наименование Иркутского военного генерал-губернатора.

### Генерал-губернаторы
| Ф. И. О.                       | Титул, чин, звание      | Время замещения должности |
| ------------------------------ | ----------------------- | ------------------------- |
| Игнатьев Алексей Павлович      | граф, генерал-лейтенант | 02.09.1887—13.05.1889     |
| Горемыкин Александр Дмитриевич | генерал от инфантерии   | 26.05.1889—12.06.1899     |

### Военные генерал-губернаторы
| Ф. И. О.                       | Титул, чин, звание                       | Время замещения должности |
| ------------------------------ | ---------------------------------------- | ------------------------- |
| Горемыкин Александр Дмитриевич | генерал от инфантерии                    | 12.06.1899—09.04.1900     |
| Пантелеев Александр Ильич      | генерал-лейтенант                        | 20.04.1900—24.05.1903     |
| Кутайсов Павел Ипполитович     | граф, генерал от инфантерии              | 24.05.1903—01.01.1906     |
| Кайгородов Михаил Никифорович  | генерал-лейтенант, генерал от инфантерии | 07.05.1905—13.01.1906     |
| Алексеев Константин Михайлович | генерал-лейтенант, генерал от инфантерии | 17.11.1905—01.07.1906     |
| Селиванов Андрей Николаевич    | генерал от инфантерии                    | 29.04.1906—24.07.1910     |
| Князев Леонид Михайлович       | тайный советник                          | 24.07.1910—1916           |
| Пильц Александр Иванович       | действительный статский советник         | 15.03.1916—1917           |